# 吳景平
吳景平（1950年—），男，上海人，中国历史学家。現為復旦大學歷史學系教授，主要研究中國近代史。代表作《宋子文评传》、《关于近代中国外债史研究对象的若干思考》、《近代中国内债史研究对象刍议》等。

## 生平
吴景平1950年出生于上海，伯父系中科院院士吴学周，伯父赠予的政协《文史资料选辑》对他影响很大。1968年初中毕业，毕业后到上海市郊下乡插队长达6年。1974年返回上海，任教于上海建筑工程学校。1990年3月毕业于中国人民大学党史系，获法学博士学位。
大学毕业后任教于复旦大学历史学系，是当时复旦大学中国史各专业现任任教中第一位博士学位获得者。1993年评为副教授，开始指导硕士生；1995年评为教授，1998年成为博士生导师，2000年以后开始指导博士后；2021年停止招生。吴景平的研究取向主要在中国近现代史，特别是对外关系史和金融史等专门史，对宋子文的研究也有贡献。在教学之外，吴景平还曾担任复旦大学历史学系主任、民建上海市委委员、民建中央法制工作委员会委员、上海市人大代表等职务。